# Charlemagne à Paderborn
Charlemagne à Paderborn est un tableau d'Ary Scheffer, peint en 1837. Il s'agit de l'une des œuvres visibles dans la galerie des batailles, au château de Versailles, en France.

## Description
Charlemagne à Paderborn est une huile sur toile, de 4,65 m de haut sur 5,42 m de long. Elle représente Charlemagne recevant la soumission de Witikind, duc de Saxe, à Paderborn en 785.

## Localisation
L'œuvre est située dans la galerie des batailles, dans le château de Versailles. Les toiles de la galerie étant disposées par ordre chronologique, elle est placée entre celles représentant la bataille de Poitiers (732) et le siège de Paris (885).

## Historique
En 1833, le roi Louis-Philippe, au pouvoir depuis 3 ans, décide de convertir le château de Versailles en musée historique de la France. La galerie des Batailles est inaugurée en 1837. 33 toiles monumentales y sont disposées, dépeignant des épisodes militaires de l'histoire de France.
Ary Scheffer peint la toile en 1837.

## Artiste
Ary Scheffer (1795-1858) est un peintre français.